# Maluszyn (Łódź)
Pour les articles homonymes, voir Maluszyn.
Maluszyn est une localité polonaise de la gmina de Żytno, située dans le powiat de Radomsko en voïvodie de Łódź.